# György Sarlós
György Sarlós (født 29. juli 1940 i Budakeszi) er en ungarsk tidligere roer.

## Rokarriere
Sarlós roede firer uden styrmand og deltog første gang ved OL i 1960 i Rom, hvor hans båd ikke gik videre fra indledende heat. Sammen med blandt andet József Csermely var han i samme båd med til at vinde EM-sølv i 1967. Året efter roede Sarlós og Csermely sammen med brødrene Zoltán og Antal Melis i båden ved OL 1968 i Mexico City og vandt deres indledende heat. I finalen var det de østtyske verdens- og europamestre, der var stærkest og vandt guldet, mens Sárlos og hans båd fik sølv og Italien bronze.
OL-fireren deltog uændret ved EM i 1969 og vandt også her sølv. Ved OL 1972 i München roede han toer uden styrmand, men gik ikke videre efter indledende heats.

## OL-medaljer
- 1968:  Sølv i firer uden styrmand